# Mariana (flamenco)
La Mariana es un palo flamenco, estilo musical de cante y baile español. Se trata de un palo binario, del grupo de los tangos.
La popularización de este cante se debió principalmente a El Cojo de Málaga a comienzos del siglo XX. Ese cantaor también fue conocido como El Cojo de las Marianas y como El Niño de las Marianas, que de cantar por ese palo le vinieron esos nombres artísticos. 
Posteriormente, las marianas han sido revalorizadas por artistas como Bernardo el de los Lobitos, Jesús Heredia, Curro Lucena y José Menese.